# Marco Buratti (personaggio)
(Massimo Carlotto, Il mistero di Mangiabarche)
Marco Buratti, più noto come "l'Alligatore", è il protagonista di molti romanzi gialli editi da Edizioni e/o e scritti da Massimo Carlotto.

## Contesto narrativo
Dopo aver trascorso ingiustamente sette anni in carcere, una volta libero l'Alligatore diventa una sorta di "detective privato" senza licenza e nell'ombra, coadiuvato dal contrabbandiere e rapinatore milanese Beniamino Rossini, un violento gangster di vecchio stampo, e dall'analista del gruppo, Max La Memoria.
Amante del blues (deve il suo soprannome proprio al fatto di essere stato il front man della band musicale Old Red Alligator) e del Calvados, l'Alligatore è costretto ogni volta a fare i conti con crimini spesso insabbiati da una società di provincia bigotta e perbenista e con la sua inquietudine latente, frutto dell'ingiusta prigionia.
Le sue "inchieste" si svolgono nel ricco e criminale nord-est italiano, crocevia di traffici di ogni tipo e di affari sempre in bilico tra economia legale e illegale (La verità dell'Alligatore), tra la Sardegna e la Corsica, sulle tracce di bande criminali composte da ex funzionari dei servizi segreti e trafficanti di droga, e nel pieno delle lotte dell'independentismo corso (Il mistero di Mangiabarche).